# Jean Daret
Pour les articles homonymes, voir Daret.
Jean Daret né à Bruxelles en 1614 et mort à Aix-en-Provence en 1668 est un peintre et graveur français, originaire des Pays-Bas méridionaux.
Il peint des tableaux à sujets religieux ou mythologiques et grave des eaux-fortes.

## Biographie
Jean Daret, fils de Charles Daret et d'Anne Junon, est né à Bruxelles en 1614, où il commence son apprentissage chez le peintre Antoine van Opstal dont le fils Gérard van Opstal sera un sculpteur baroque. Dès 1633 Jean Daret se rend à Paris où son séjour dans cette capitale est confirmé par sa présence au mariage de son cousin Pierre Daret, peintre et graveur.
Vers 1634, il quitte Paris pour se rendre en Italie d'où il rapportera le goût de la Quadratura. Il revient en France vers 1636 et s'installa à Aix-en-Provence. Il s'intègre très vite dans la société de sa ville d'adoption : en effet, seulement trois ans après son arrivée, il se marie le 3 décembre 1639 à la paroisse Saint-Sauveur d'Aix-en-Provence avec Magdelaine Cabassol, issue d'une ancienne famille consulaire de la ville. Ils auront six enfants dont deux fils, Michel né en 1640 et Jean-Baptiste né en 1649, qui seront élèves de leur père et deviendront des peintres comme lui,.
En 1648, il devient membre de l'Association de la Sainte Famille de l'Oratoire, ce qui lui permet de fréquenter certains membres influents de sa ville. Il travaille pour le clergé en réalisant les décorations de plusieurs couvents et églises à Aix-en-Provence et aux alentours. Il travaille également pour des particuliers, membres de la noblesse provençale, qui lui commandent des tableaux pour orner leurs chapelles privées ou leurs demeures particulières. Il réalise ainsi non seulement des scènes religieuses mais également des portraits, des scènes mythologiques ou de genre. Comme ses contemporains provençaux Nicolas Mignard et Reynaud Levieux, il ne se spécialise pas dans un seul genre. Jean Daret est alors un peintre de grand renom, surchargé de commandes de tableaux et de décors de plafonds.
Jean Daret est également un graveur qui a été souvent confondu avec son cousin Pierre Daret. Comme beaucoup d'artistes de son époque, il joint à ses talents de peintre et de graveur, une bonne formation d'architecte. Il est ainsi l'architecte de l'hôtel des Covet à Marignane, actuel hôtel de ville. C'est également lui qui réalisa les peintures marouflées commandées par le seigneur de Covet pour cet hôtel. Ces peintures ornent la salle d'apparat et dans la chambre seigneuriale un temps dite « de Mirabeau » à cause des liens de mariage entre le tribun et Émilie de Marignane. Mais son rôle d'architecte se limite à la fourniture des dessins qui sont ensuite confiés à un maître maçon ou à un architecte professionnel : ainsi pour la fontaine de la porte Saint-Louis à Aix-en-Provence, Jean Daret la dessine, Pierre Pavillon la construit et Jacques Fossé la sculpte.
En 1659, Jean Daret ayant des difficultés financières, décide de retourner à Paris où il aurait participé à la décoration du château de Vincennes, travaux aujourd'hui disparus. Le 15 septembre 1663 il est reçu à l'Académie royale de peinture et rentre l'année suivante à Aix-en-Provence. Il reprend des travaux pour les amateurs locaux en particulier pour Pierre Maurel de Pontevès qui lui commande de nombreuses décorations pour son château à Pontevès, toutes actuellement détruites. Enfin son dernier travail sera la décoration du plafond de la chapelle des pénitents blancs de l'Observance que lui confiera Henri de Forbin-Maynier, premier président du Parlement de Provence. Ce plafond de forme ovale représentait la Résurrection du Christ ; cette œuvre est également détruite. 
Jean Daret meurt subitement à Aix-en-Provence le 2 octobre 1668. Il est enseveli le lendemain dans l'église Saint-Sauveur d'Aix à l'entrée de la nef du corpus domini et son cœur est placé dans l'église des augustins réformés de Saint-Pierre.

## Œuvres de Jean Daret

### Décoration de bâtiments
Jean Daret travaille à la décoration de plusieurs hôtels particuliers ou de château d'Aix-en-Provence et de la région provençale. Il travaille souvent en collaboration avec Pierre Pavillon qui se consacre à l'architecture et lui à la peinture.

#### Hôtel Maurel de Pontevès
L'hôtel Maurel de Pontevès, également appelé hôtel d'Espagnet, est un hôtel particulier situé au 38, cours Mirabeau à Aix-en-Provence, où se trouve actuellement le siège du tribunal de commerce. Il a été édifié à partir de 1648 par Pierre Maurel de Pontevès, surnommé le « Crésus provençal » qui avait acheté un terrain situé dans les anciens prés de l'archevêché en bordure desquels devait être tracé le Cours. La façade de ce bâtiment dont l'architecte est Pierre Pavillon, se caractérise par la présence de deux colosses de pierre encadrant la porte d'entrée et soutenant un balcon. Cette disposition est inspirée des leçons émiliennes du palais Davia Bargellini de Bologne. Il se pourrait que Daret qui était retourné dans cette dernière ville vers 1660 et avait donc connu ce tout récent palais, ait suggéré à Pavillon de reprendre pour l'hôtel du cours le parti du portail à atlantes qui était si brillamment traité en Émilie. Pour la décoration des plafonds et des murs, Pierre Maurel fait appel à Jean Daret qui est à cette époque le peintre aixois le plus renommé. Par suite de remaniements ultérieurs, ces décorations ont disparu.

#### Château de Pontevès
Pierre Maurel qui avait épousé en troisièmes noces Diane de Pontevès achète à son neveu par alliance François de Pontevès la terre et la viguerie de Barjols (Var). Les décors de la galerie et ceux de la chapelle avec un concert d'anges ont été commencés par Jean Daret et terminés par ses deux fils. Ils ont totalement disparu, le château n'étant plus qu'une ruine.

#### Hôtel de Châteaurenard

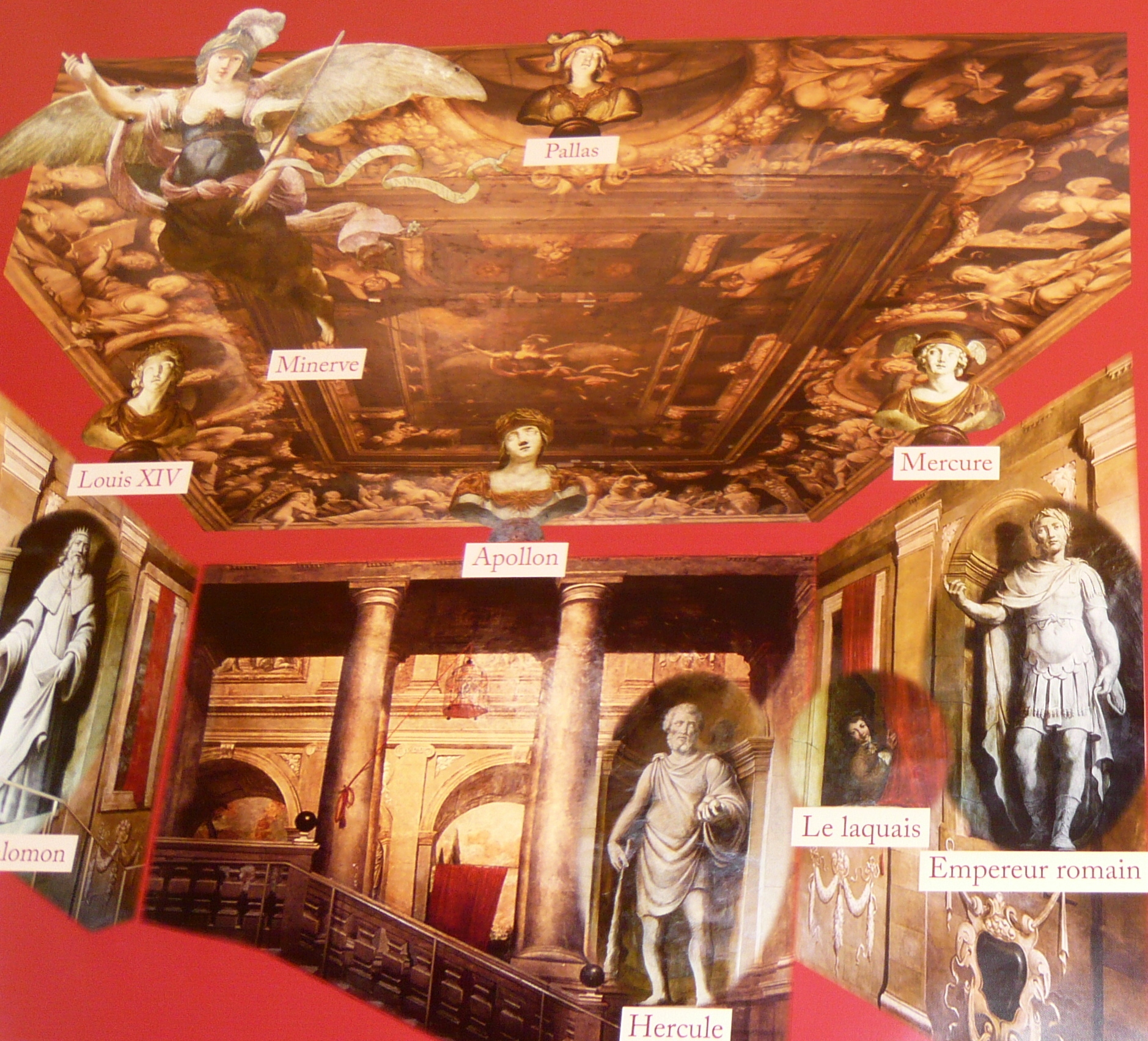
Escalier et trompe-l’œil, Aix-en-Provence, hôtel de Châteaurenard.

L'hôtel de Châteaurenard est situé à Aix-en-Provence au 19, rue Gaston-de-Saporta, ancienne rue de La Grande-Horloge. Cet hôtel est entièrement reconstruit en 1651 par Jean-François d'Aimar-d'Albi, baron de Châteaurenard, conseiller au parlement. C'est de la collaboration entre Pierre Pavillon et Jean Daret que se réalise ici le plus pur chef-d'œuvre de peinture décorative du premier baroque aixois. Cet hôtel est sans doute le premier construit par Pavillon sur ses propres plans. Le décor en trompe-l'œil de l'escalier qui fait la célébrité de l'ouvrage est typiquement italien et Daret y montre explicitement sa formation bolonaise. Le peintre dilate l'espace créé par l'architecte. Le sujet du décor est l’Immortalité de la Vertu.
L'escalier est éclairé au sud par deux fenêtres donnant sur la cour intérieure. Les trois côtés de la pièce et le plafond sont entièrement recouverts par le trompe-l'œil. Au départ de l'escalier le peintre a représenté dans une niche une statue en marbre blanc d'empereur romain. Un peu plus haut est représenté un laquais écartant une tenture rouge. Les contemporains virent dans ce portrait celui d'un des serviteurs du propriétaire.
Sur le deuxième mur est représentée une colonnade dorique ouvrant sur un jardin. La peinture du troisième mur présente une fenêtre à rideau rouge avec une statue du roi Salomon. Dans la voussure des grisailles représentent différents bustes et des figures allégoriques.
Louis XIV fut logé dans cet hôtel lorsqu'il vint en Provence pour réprimer les incidents qui se multipliaient à Marseille à l'instigation de Gaspard de Glandevès de Niozelles. La tradition veut que le roi ait été particulièrement frappé de la beauté et de la nouveauté de ce décor ; il aurait posté des gardes pour empêcher les courtisans d'en abîmer la peinture à leur passage et a invité Jean Daret à participer à la décoration des pavillons du château de Vincennes.

### Œuvres conservées dans des églises
- Aix-en-Provence :
  - cathédrale Saint-Sauveur : dans la chapelle du Sacré-Cœur se trouve Le Christ en croix avec la Vierge, saint Pierre et saint Antoine, 305 × 240 cm[PM 1], austère méditation peinte par Jean Daret en 1640 pour les Augustins Déchaussés[12]. Dans la chapelle du Corpus Domini est accrochée une autre toile du même artiste représentant La Cène, 415 × 300 cm[PM 2] : cette œuvre est une des rares toiles exécutées pour la cathédrale encore présentes ; déposée en 1700 pour laisser place à un trompe-l'œil sur le même thème, elle a retrouvé sa place initiale au XIXe siècle[13]
  - église de la Madeleine : Le Bienheureux Salvador de Horta guérissant des malades, 240 × 190 cm[PM 3], L'Institution do Rosaire, 340 × 220 cm[PM 4], Sainte Thérèse recevant les insignes de son ordre, 380 × 220 cm[PM 5]
  - église du Saint-Esprit : La Pentecôte, 270 × 220 cm[PM 6] La Vierge intercédant pour les trépassés, 225 × 160 cm[PM 7]
- Apt, cathédrale Sainte-Anne.
- Besse-sur-Issole, église : L'Assomption, 360 × 266 cm[PM 8].
- Cavaillon, cathédrale Notre-Dame-et-Saint-Véran, chapelle Notre-Dame de pitié : Pieta (1658), toile ovale[PM 9].
- Lambesc, église Notre-Dame-de-l'Assomption : La Mort de saint Joseph, 300 × 250 cm[PM 10]. Ce tableau a été commandé en 1648 à l'artiste par la confrérie de saint Joseph de l'église de Lambesc. Daret s'est probablement inspiré d'une eau forte de Jean-Pierre Crozier pour la réalisation de son tableau dont certains éléments ont été par la suite repris par différents autres artistes de Provence : lit de saint Joseph représenté de biais au premier plan, bras écartés du saint, Christ désignant au ciel Dieu le père s’apprêtant à accueillir l'âme du défunt[14]
- Pertuis, église Saint-Nicolas : Présentation de la Vierge au temple, 370 × 224 cm[PM 11]. Cette toile provient du couvent des Ursulines de Pertuis et représente la jeune Marie en train de s'agenouiller devant un religieux, entourée de ses parents sainte Anne et saint Joachim. En haut et à droite deux putti observent la scène. Le manteau de Marie est de couleur bleue, pigment qui coûtait cher à l'époque et était utilisé seulement pour les personnages importants[15]
- Pignans, collégiale Notre-Dame-de-la-Nativité : L'Assomption, 300 × 259 cm[PM 12]
- Pontevès, église : retable du maître-autel, 450 × 340 cm[PM 13]
- Saint-Martin-de-Pallières, église paroissiale de Saint-Étienne ː L'Annonciation, (vers 1650)[16],[17].
- Saint-Paul-de-Vence, collégiale de la Conversion-de-Saint-Paul, chapelle Saint-Mathieu : Saint Mathieu écrivant son Évangile sous la dictée d’un ange, 290 × 165 cm[18],[PM 14].
- Salon-de-Provence, église Saint-Michel.
- Simiane-Collongue, église paroissiale : L'Ange gardien, 240 × 148 cm[PM 15].

Œuvres de Jean Daret dans des églises
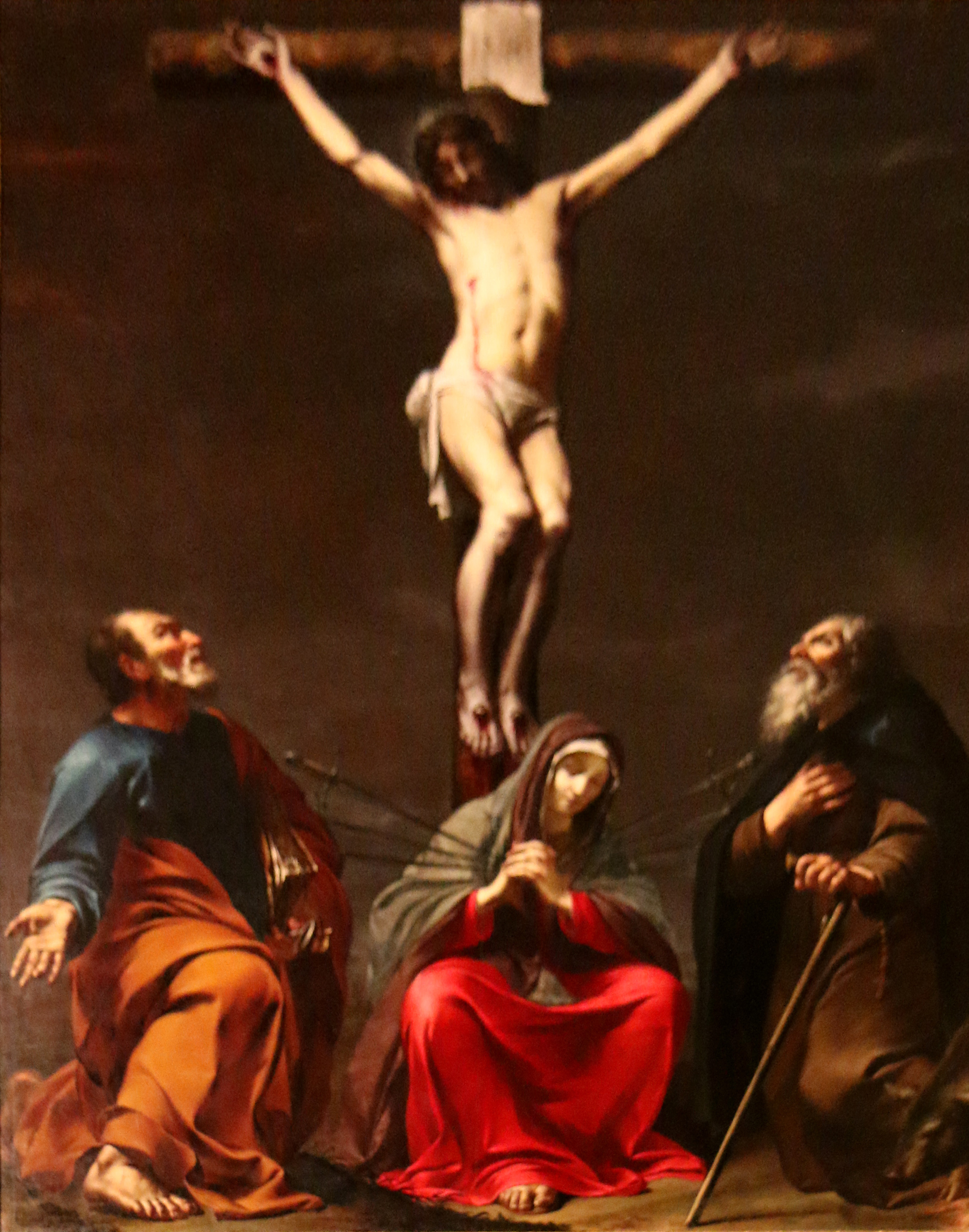
Le Christ en croix avec la Vierge, saint Pierre et saint Antoine, cathédrale Saint-Sauveur d'Aix-en-Provence.
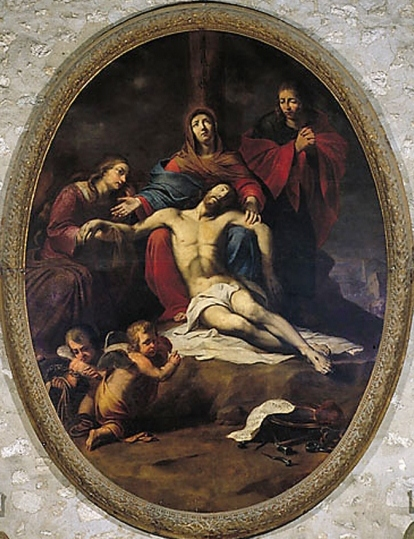
Pietà, cathédrale Notre-Dame-et-Saint-Véran de Cavaillon.
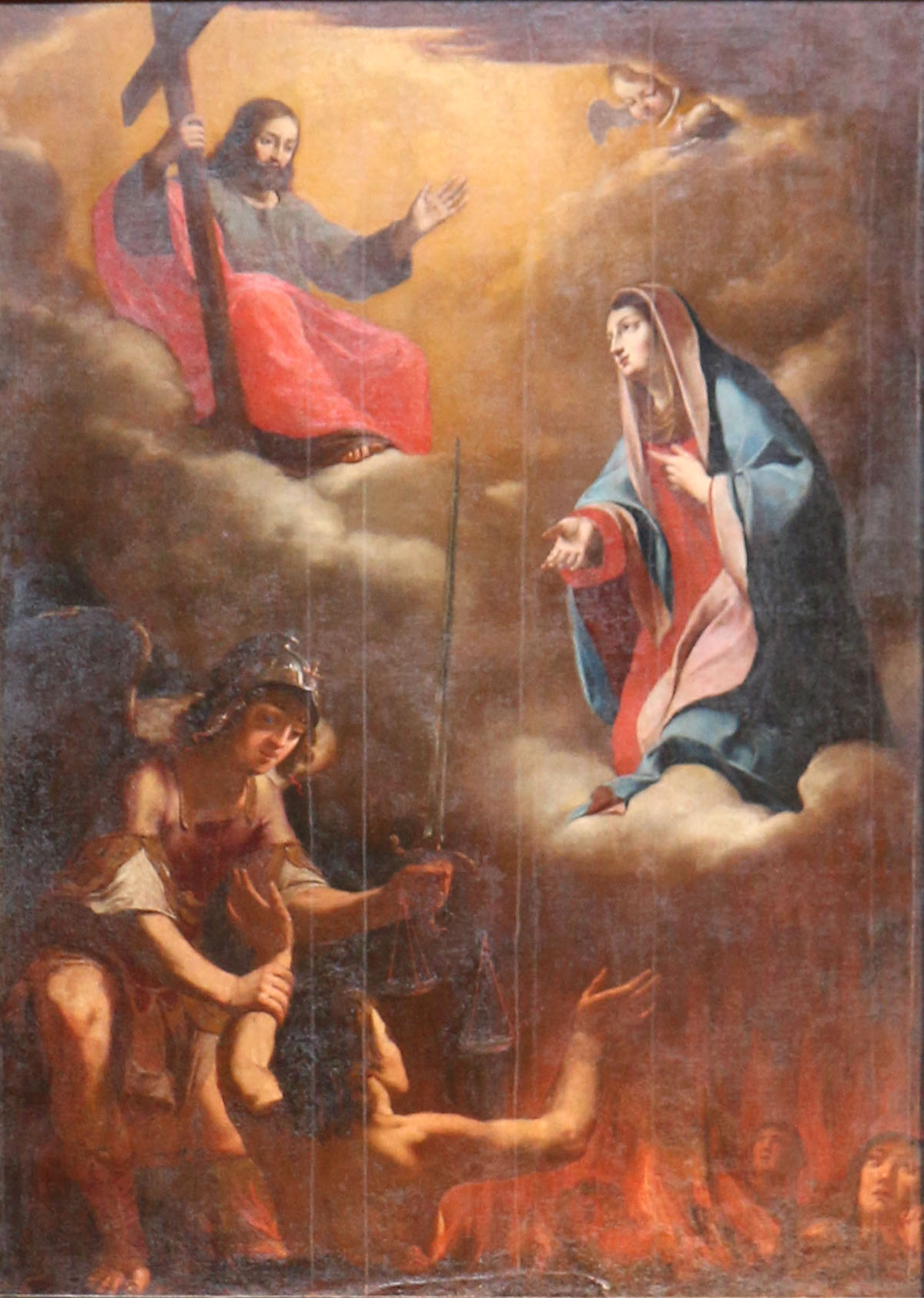
La Vierge intercédant pour les trépassés, église du Saint-Esprit d'Aix-en-Provence.
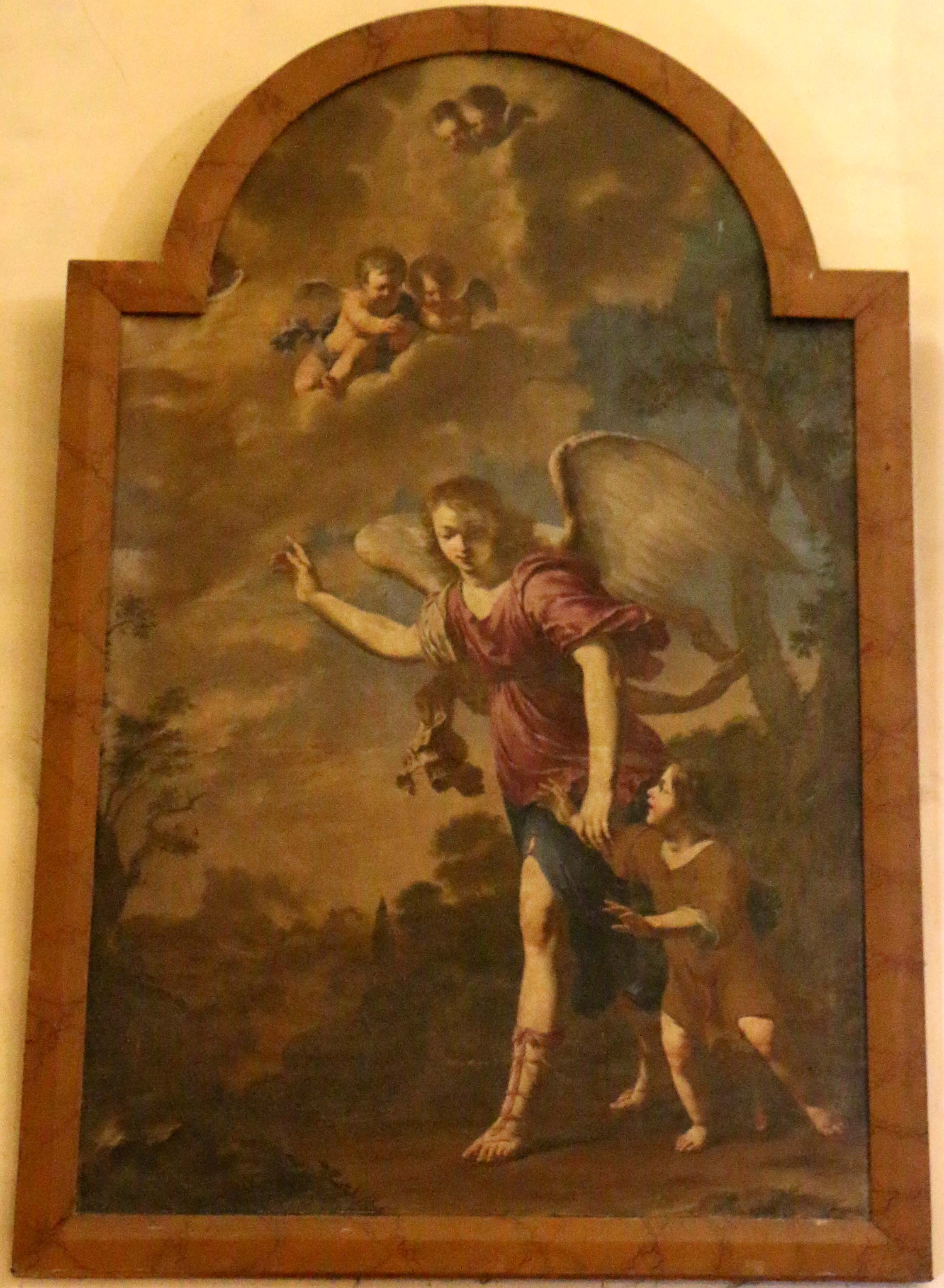
L'Ange gardien, église de Simiane-Collongue.

### Œuvres conservées dans des musées
- États-Unis
  - New Haven, Yale University Art Gallery : Femme jouant du luth, huile sur toile, 125,6 × 95,9 cm[19].

- France
  - Aix-en-Provence, musée Granet : Joueur de guitare, avant 1668, huile sur toile, 101 × 128,2 cm.
  - Clermont-Ferrand, musée d'Art Roger-Quilliot : Conversion de saint Paul, huile sur toile, 110,5 × 145,6 cm[J 1]
  - Grasse, musée d'Art et d'Histoire de Provence : Le Miracle de Soriano. huile sur toile. Le tableau représente une Vierge vêtue de rouge et de bleu présentant un linge sur lequel est peint l'image du dominicain de Soriano tenant dans sa main gauche une fleur de lys et dans la droite un livre à reliure rouge. À la droite de la Vierge se tient sainte Marie-Madeleine portant le traditionnel vase à parfum. Le voile est présenté à deux dominicains agenouillés. Ce tableau a été commandé à Jean Daret en 1668 par la veuve de Louis Vento dont les armoiries figurent en bas à gauche de la composition. Il était destiné à l'église des dominicains de Gap d'où il a été transféré à celle de Grasse aujourd'hui détruite.
  - Marseille, musée des Beaux-Arts :
    - Déploration sur le corps du Christ, huile sur toile, 140 × 155 cm : cette toile d'inscrit dans la tradition des scènes à la chandelle qui connaissent un succès certain dans les années 1630. Daret pourrait avoir été séduit par cette manière héritée du Caravage alors qu'il était en Italie[20] ;
    - Esculape ressuscitant Hippolyte, huile sur toile ;
    - Portrait de magistrat, huile sur toile[J 2].

  - Nîmes, musée des Beaux-Arts :
    - La Vierge, huile sur cuivre ;
    - Le Christ, huile sur cuivre.

  - Orléans, musée des Beaux-Arts: Étude de figure, de visage et d’une main, années 1640, sanguine sur légers traits à la pierre noire : verso, pierre noire, 27 x 16,3 cm[21].
  - Paris, musée du Louvre :
    - département des peintures : Pomone endormie, 1643, huile sur toile.
    - département des arts graphiques :
      - Étude d'un homme agenouillé soulevant un objet, sanguine, 42 × 25 cm[J 3] ;
      - Projet décoratif de cheminée surmontée d'un médaillon tenu par Adam et Eve, plume et mine de plomb, 34,5 × 22,4 cm.

  - Rennes, musée des Beaux-Arts : Étude de moine bénédictin, pierre noire sur papier blanc, 23,8 × 19,8 cm[J 4].

- Russie
  - Saint-Pétersbourg, musée de l'Ermitage : Autoportrait, huile sur toile. Le jeune Daret jette au spectateur un regard plein de défi, la main négligemment posée sur un buste romain représentant peut-être Vitellius[22].

Œuvres de Jean Daret dans des musées
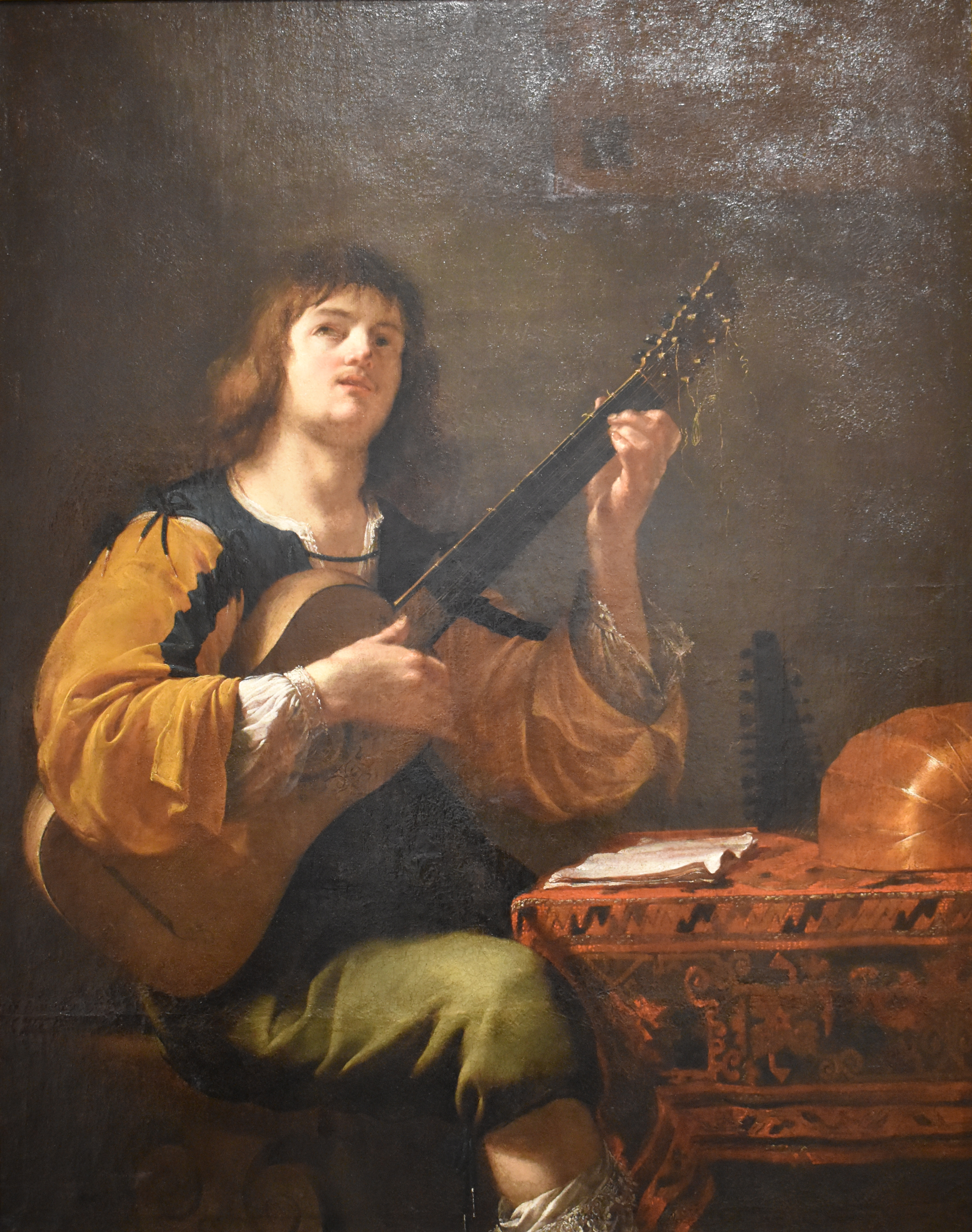
Joueur de guitare, 1668, Musée Granet.
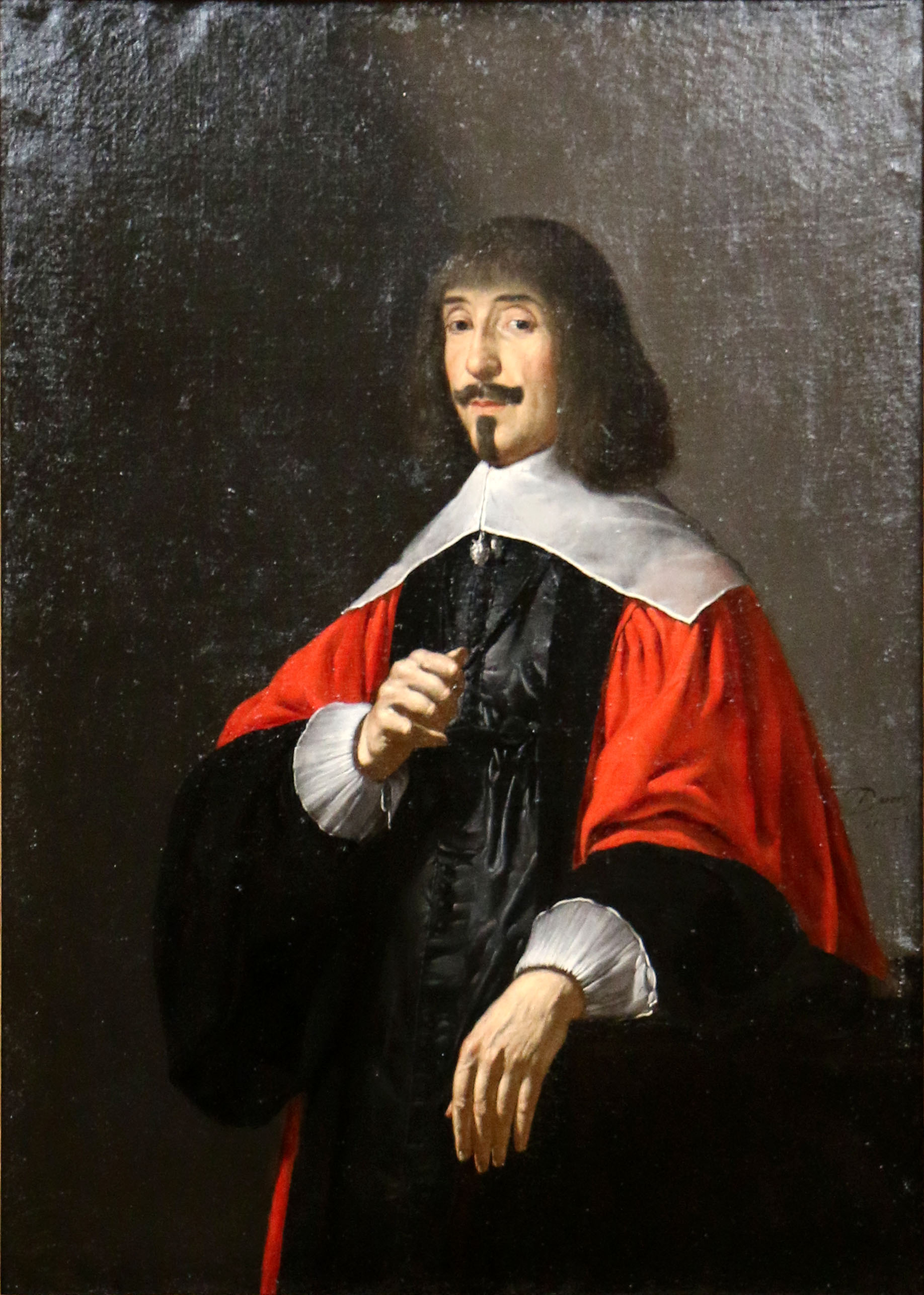
Portrait de magistrat; musée des Beaux-Arts de Marseille.
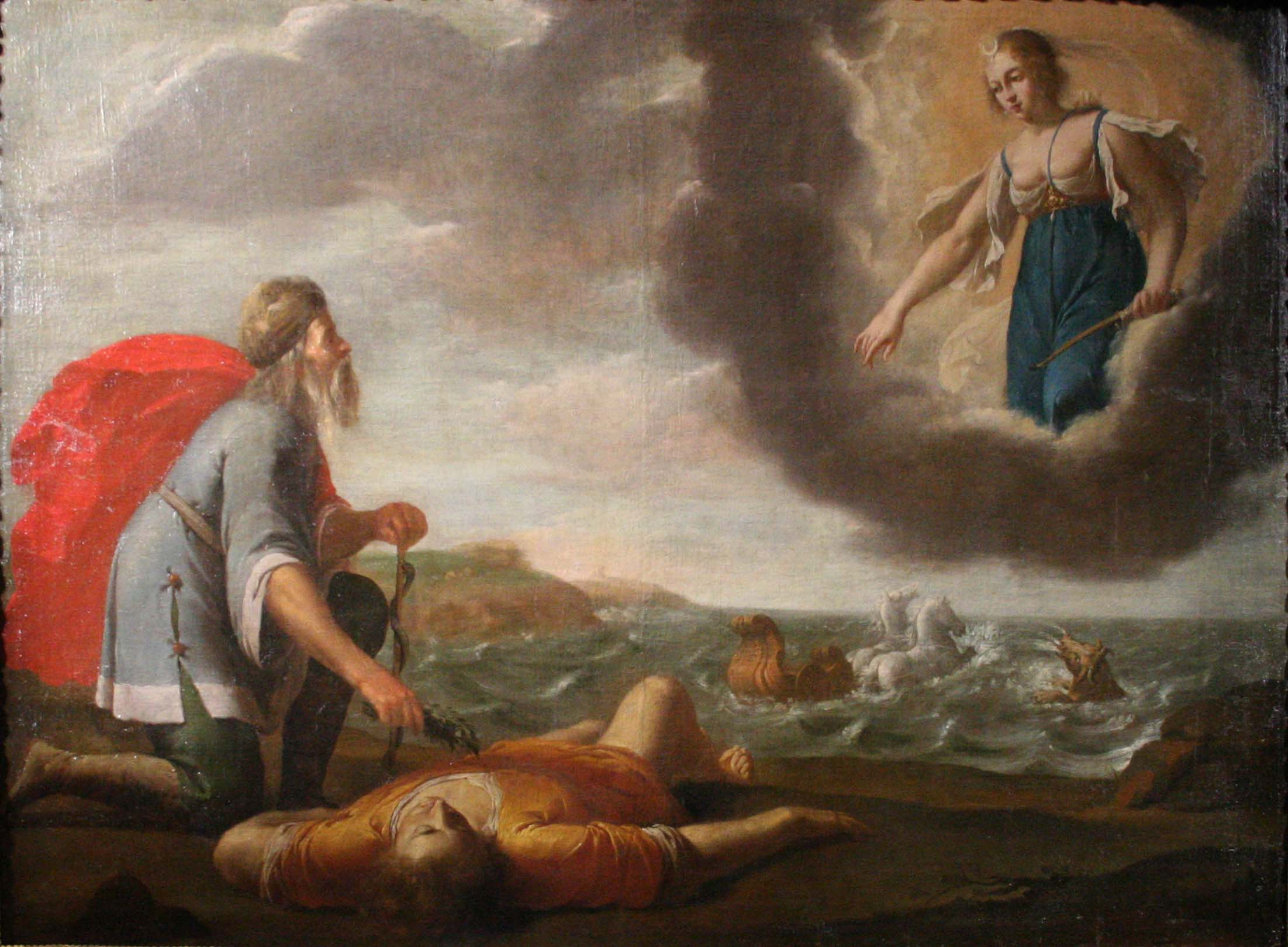
Esculape ressuscitant Hippolyte, musée des Beaux-Arts de Marseille.
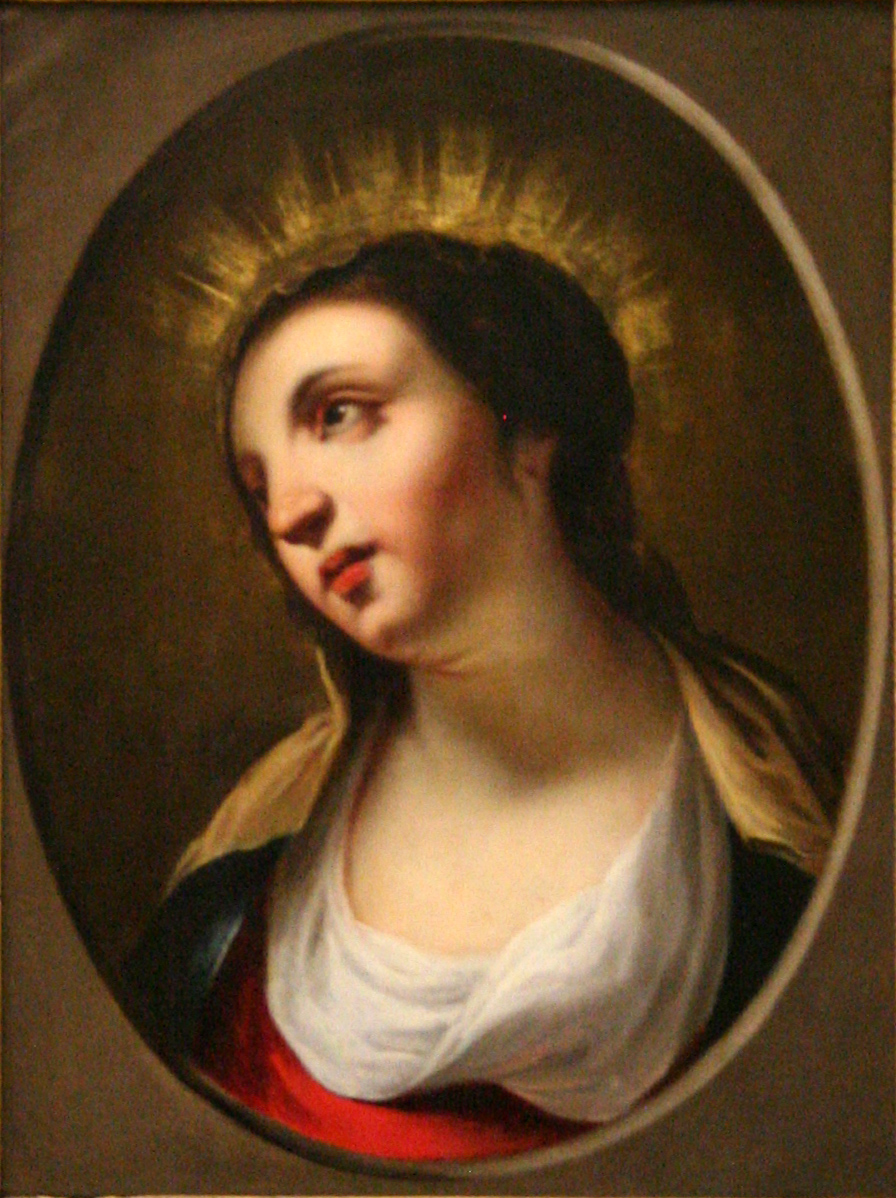
La Vierge, musée des Beaux-Arts de Nîmes.
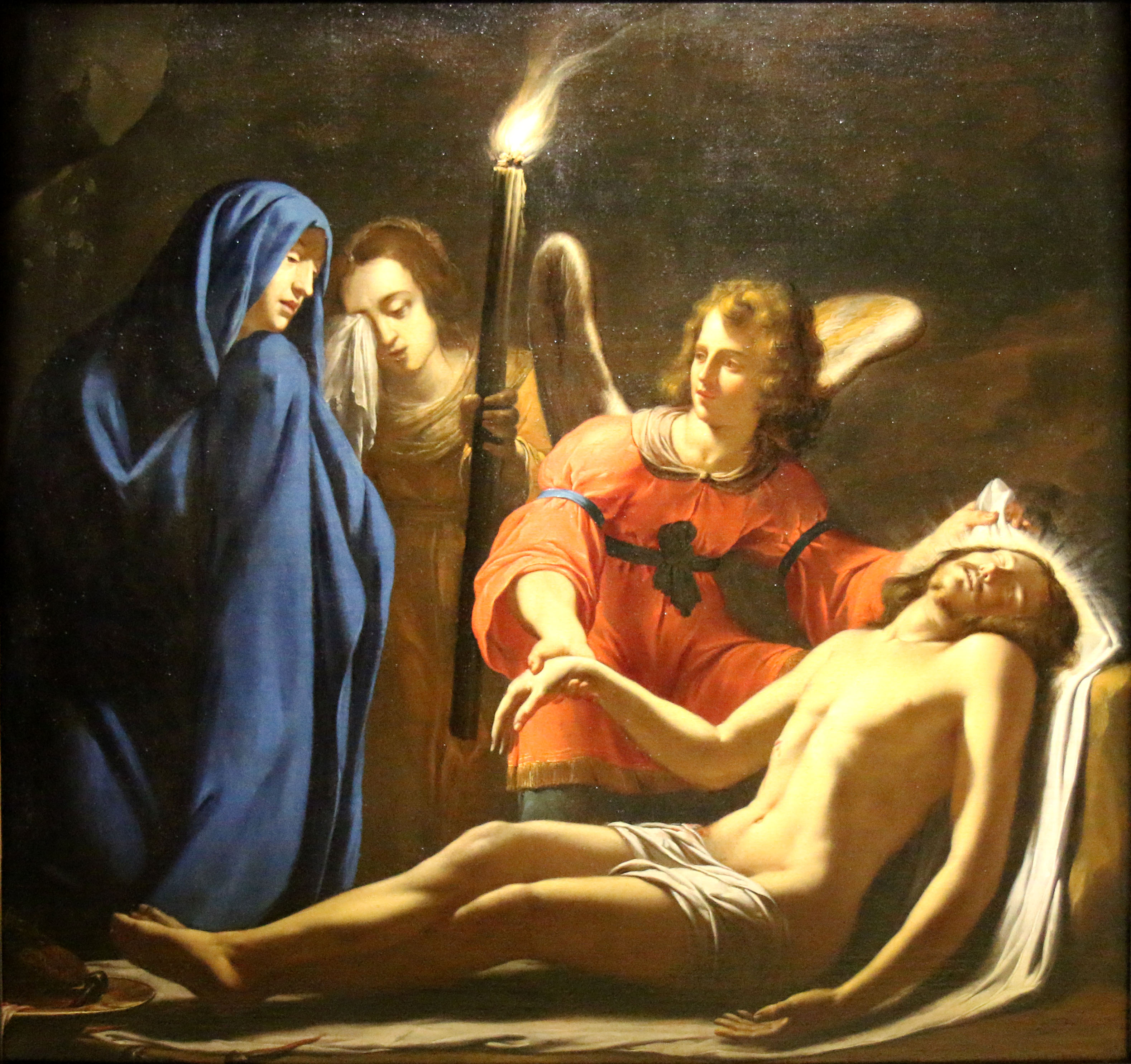
Déploration sur le corps du Christ, musée des Beaux-Arts de Marseille.
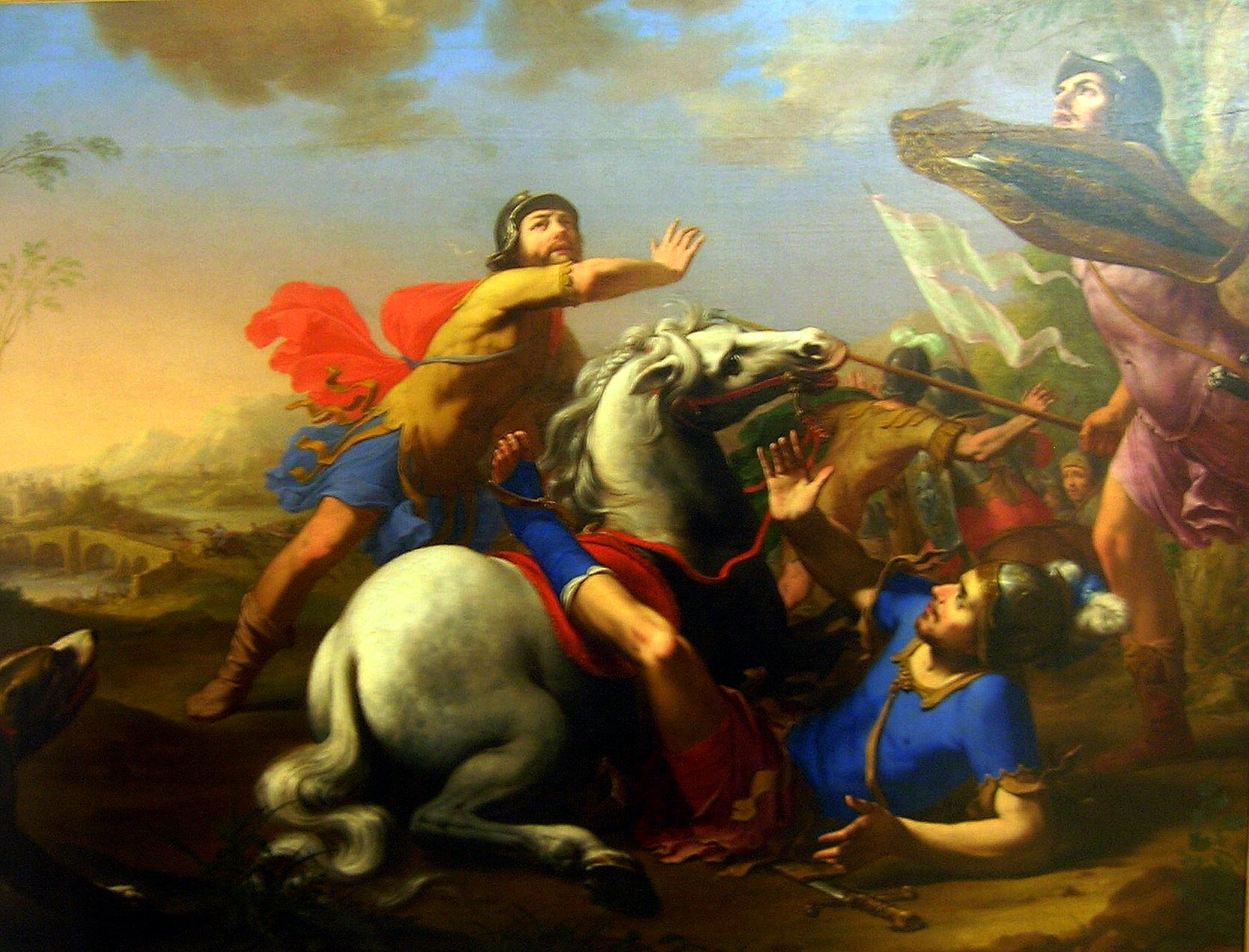
Conversion de saint Paul, Clermont-Ferrand, musée d'Art Roger-Quilliot.

## Hommage
Une rue d'Aix-en-Provence porte son nom.
Une exposition consacrée au peintre est organisée au musée Granet à l'été 2024. 

### Base Joconde du ministère de la Culture
1. ↑  « Conversion de saint Paul », notice no M0121002499, sur la plateforme ouverte du patrimoine, base Joconde, ministère français de la Culture
2. ↑  « Portrait d'un magistrat », notice no 000PE014678, sur la plateforme ouverte du patrimoine, base Joconde, ministère français de la Culture.
3. ↑  « Étude d'un homme agenouillé », notice no 50350043999, sur la plateforme ouverte du patrimoine, base Joconde, ministère français de la Culture
4. ↑  « Étude de moine bénédictin », notice no 02110002609, sur la plateforme ouverte du patrimoine, base Joconde, ministère français de la Culture.

### Base Palissy du ministère de la Culture
1. ↑  « Le Christ en croix », notice no PM13000011, sur la plateforme ouverte du patrimoine, base Palissy, ministère français de la Culture
2. ↑  « La Cène », notice no PM13000012, sur la plateforme ouverte du patrimoine, base Palissy, ministère français de la Culture
3. ↑  « Le bienheureux Salvador », notice no PM13000101, sur la plateforme ouverte du patrimoine, base Palissy, ministère français de la Culture
4. ↑  « L'institution du Rosaire », notice no PM13000100, sur la plateforme ouverte du patrimoine, base Palissy, ministère français de la Culture
5. ↑  « Sainte Thérèse », notice no PM13000099, sur la plateforme ouverte du patrimoine, base Palissy, ministère français de la Culture
6. ↑  « La Pentecôte », notice no PM13000054, sur la plateforme ouverte du patrimoine, base Palissy, ministère français de la Culture
7. ↑  « La Vierge intercédant pour les trépassés », notice no PM13000055, sur la plateforme ouverte du patrimoine, base Palissy, ministère français de la Culture
8. ↑  « L'Assomption », notice no IM83000370, sur la plateforme ouverte du patrimoine, base Palissy, ministère français de la Culture
9. ↑  « Pieta », notice no PM84000384, sur la plateforme ouverte du patrimoine, base Palissy, ministère français de la Culture
10. ↑  « La Mort de saint Joseph », notice no PM13000561, sur la plateforme ouverte du patrimoine, base Palissy, ministère français de la Culture
11. ↑  « Présentation de la vierge au temple », notice no PM84000503, sur la plateforme ouverte du patrimoine, base Palissy, ministère français de la Culture
12. ↑  « L'Assomption », notice no PM83000402, sur la plateforme ouverte du patrimoine, base Palissy, ministère français de la Culture
13. ↑  « Retable du maître-autel », notice no PM83000419, sur la plateforme ouverte du patrimoine, base Palissy, ministère français de la Culture
14. ↑  « 2 autels, 2 retables, tableau : Saint Mathieu », notice no PM06000984, sur la plateforme ouverte du patrimoine, base Palissy, ministère français de la Culture.
15. ↑  « L'Ange gardien », notice no PM13000926, sur la plateforme ouverte du patrimoine, base Palissy, ministère français de la Culture.

### Article de Jean Boyer
1. 1 2  Jean Boyer 1968, p. 442
2. ↑  Jean Boyer 1968, p. 425

### Ouvrage de Daniel Jean Édouard Chol
1. ↑  Daniel Jean Édouard Chol 2002, p. 20
2. ↑  Daniel Jean Édouard Chol 2002, p. 77
3. ↑  Daniel Jean Édouard Chol 2002, p. 78
4. ↑  Daniel Jean Édouard Chol 2002, p. 81

### Ouvrage de Jean-Jacques Gloton
1. 1 2  Jean-Jacques Gloton 1979, p. 298
2. ↑  Jean-Jacques Gloton 1979, p. 242
3. 1 2  Jean-Jacques Gloton 1979, p. 258
4. ↑  Jean-Jacques Gloton 1979, p. 259
5. ↑  Jean-Jacques Gloton 1979, p. 235

### Autres références
1. ↑  Aix en Provence - Tourist Office - Provence - France
2. ↑  Jane MacAvock, « La fortune de la peinture religieuse en Provence : copies et pastiches d’œuvres de Nicolas Mignard et Jean Daret », dans Regards sur la peinture religieuse, XVIIe – XIXe siècle, Arles, Actes Sud, actes sud, p. 61-67 (ISBN 978-2-330-02245-7), p. 61-67
3. ↑  Ambroise Roux-Alphéran, Les rues d'Aix : Recherches historiques sur l'ancienne capitale de la Provence, t. 2, Aix-en-Provence, Typographie Aubin, 1848, 664 p., p. 280
4. ↑  Étienne-Antoine Parrocel, Annales de la peinture : Ouvrage contenant l'histoire des écoles d'Avignon d'Aix et de Marseille, précédée de l'historique des peintres de l'Antiquité, du Moyen Âge, et des diverses écoles du midi de la France, Ch. Albessard et Berard, 1862, p.166.
5. 1 2  Jane MacAvock, Jean Daret, scène de bataille (lire en ligne)
6. ↑  André Bouyala d'Arnaud, Évocation du vieil Aix-en-Provence, Paris, Les éditions de minuit, 1964, 326 p. (OCLC 8366222), p. 190
7. ↑  Bouyala d'Arnaud, op. cit., p. 191.
8. ↑  Château de Pontevès.
9. ↑  Bouyala d'Arnaud, op. cit., p. 60
10. ↑  Pascal 1923, p. 22
11. ↑  Philippe de Pointel, Recherches sur la vie et les ouvrages de quelques peintres provinciaux de l'Ancienne, t. 1, Paris, Dumoulin libraire, 1847 (lire en ligne), p. 45-46
12. ↑  La cathédrale Saint-Sauveur d'Aix-en-Provence, Aix-en-provence, Édisud, coll. « Cathédrale vivante », 2008, 56 p. (ISBN 978-2-7449-0808-8), p. 48
13. ↑  Yann Codou (dir.), Thierry Pécout (dir.), Mathias Dupuis, Mariacristina Varano et al. (préf. Mgr Georges Pontier, ill. Jean-Marie Gassend, photogr. Jean-Pierre Gobillot), Cathédrales de Provence, Strasbourg, La Nuée Bleue, coll. « La grâce d'une cathédrale », 2015, 612 p., 27 × 35 cm (ISBN 978-2-8099-1275-3, OCLC 930024604), p. 178
14. ↑  Jane MacAvock, « La fortune de la peinture religieuse en Provence » dans Regards sur la peinture religieuse, XVIIe – XIXe siècle : actes du colloque de l'Association des conservateurs des antiquités et objets d'art de France, Caen, 27-28 septembre 2012, Arles, Actes Sud, 2013, 253 p. (ISBN 978-2-330-02245-7), p. 61-62
15. ↑  Note de Rachel Sarrue : Présentation de la Vierge au temple de Daret
16. ↑  Tableau de L'Annonciation.
17. ↑  L’Annonciation (vers 1650), Jean Daret (1614-1668). Magnificat.
18. ↑   Georges Doublet, Un tableau inédit de Jean Daret dans l'église de Saint-Paul-du-Var, près de Vence (Alpes-Maritimes), p. 281-295, Réunion des sociétés savantes des départements à la Sorbonne. Section des beaux-arts, Ministère de l'instruction publique, 1906 (lire en ligne)
19. ↑  Femme jouant du luth.
20. ↑  Reproduction de la Lamentation du Christ de Jean Daret au musée des Beaux-Arts de Marseille, sur le site scholarsresource.com.
21. ↑  Dominique Brême et Mehdi Korchane, Dessins français du musée des Beaux-Arts d’Orléans. Le Trait et l’Ombre, Orléans, musée des Beaux-Arts, 2022, 470 p. (ISBN 9 788836 651320), n°9
22. ↑  Colin Eisler, La peinture au musée de l'Ermitage, Paris, La Martinière, 1996, 655 p. (ISBN 2-7324-2283-5), p. 482.
23. ↑  Rue Jean Daret.
24. ↑  « Granet: Rétrospective Jean Daret », sur www.museegranet-aixenprovence.fr (consulté le 5 décembre 2023)